# 东升镇 (靖远县)
东升镇，是中华人民共和国甘肃省白银市靖远县下辖的一个乡镇级行政单位。
2016年6月8日，甘肃省民政厅批复同意撤销东升乡，设立东升镇。

## 行政区划
东升镇下辖以下地区：
唐庄村、东升村、红湾村、上淌村、保安村、小塬村、柴辛村、新寨村、新联村和东兴村。